# Lee Yo-han
Lee Yo-han (hangeul : 이요한), né le 18 décembre 1985 à Séoul, est un footballeur sud-coréen qui joue en tant que défenseur.

## Source
- (en) Cet article est partiellement ou en totalité issu de l’article de Wikipédia en anglais intitulé « Lee Yo-Han » (voir la liste des auteurs).